# محمد العریان
محمد عبدالله العریان (زادهٔ ۱۹ اوت ۱۹۵۸) بیزنس‌من مصری آمریکایی است. او مشاور ارشد اقتصادی آلیانتس، ابرشرکت والد پیمکو است که او سابقاً مدیرعامل اجرایی و یکی از دو مدیر عامل سرمایه‌گذاری آن بود. او رئیس شورای توسعه جهانی رئیس‌جمهور اوباما، ستون‌نویس بلومبرگ ویو، و دبیر مشارکت‌کننده در فایننشیال تایمز است. او ۴ سال پیاپی به عنوان یکی از «۱۰۰ متفکر جهانی» فارن پالیسی معرفی شده و دو کتاب پرفروش نیویورک تایمز نوشته‌است.

## اوایل زندگی و تحصیلات
العریان در ۱۹ اوت ۱۹۵۸ در نیویورک از پدری مصری و مادری فرانسوی متولد شد. کوتاه مدتی پس از تولدش خانوادهٔ او به مصر نقل مکان کردند و او اوایل کودکی خود را در آنجا گذراند. او دوره‌هایی از این دوران زندگی خود را به این خاطر که پدرش در جلسات کمیسیون حقوق سازمان ملل شرکت می‌کرد، در اروپا گذراند. در ۱۹۶۸ خانواده اش به نیویورک بازگشتند و پدرش منصبی در سازمان ملل را برعهده گرفت. آن‌ها بین ۱۹۷۱ تا ۱۹۷۳ که پدرش سفیر مصر در فرانسه بود، در این کشور زندگی کردند.
العریان پس از تحصیل در مدرسه شبانه‌روزی سینت جان، لدرهد در بریتانیا از کویینز کالج، کیمبریج بورسیه گرفت و مدرک لیسانس اقتصاد خود را با افتخار رتبه اول از آنجا دریافت کرد. او سپس فوق لیسانس و دکترای اقتصاد را از دانشگاه آکسفورد دریافت کرد. او در ژوئن ۲۰۱۱، از دانشگاه آمریکایی قاهره دکترای افتخاری دریافت کرد.
العریان در هیئت امنای نهادهای آموزشی متعدد عضویت داشته‌است.